# Кохонов, Филипп Лаврентьевич
Филипп Лаврентьевич Кохонов (9 октября 1911 год, деревня Милославичи — 2008 год, Минск, Белоруссия) — белорусский коммунистический и государственный деятель, министр финансов Белорусской ССР (1951—1965), заместитель председателя Совета министров Белорусской ССР и председатель Госплана Белорусской ССР (1965—1978). Депутат Верховного Совета Белорусской ССР. Депутат Верховного Совета СССР 7 — 9 созывов. Заслуженный экономист БССР (1978). Член ЦК КПБ (1952—1973).

## Биография
Родился в 1911 году в крестьянской семье в деревне Милославичи (сегодня — Климовичский район). В начале 30-х годов XX столетия работал разнорабочим, молотобойцем на коксобензольном заводе в Ворошиловградской области Украины, колхозником, счетоводом, секретарём сельского совета в деревне Милославичи. С 1935 года проживал в Минске, где служил экономистом-инспектором, заместителем начальника, начальником Бюджетного управления Наркомата финансов Белорусской ССР. Окончил Белорусский государственный институт народного хозяйства имени Куйбышева (1932—1936). Участвовал в Великой Отечественной войне. После демобилизации возвратился в Минск.
В июле 1946 года был назначен заместителем министра финансов Белорусской ССР. С 1951 по 1965 года — министр финансов Белорусской ССР, с 1965 по 1978 года — заместитель Председателя Совета министров Белорусской ССР и председатель Госплана Белорусской ССР.
С 1979 по 1984 года — заместитель директора НИИ научно-технической информации и технико-экономических исследований Госплана БССР.
Избирался делегатом XX—XXI, XXIV—XXVII съездов КПБ, депутатом Верховного Совета СССР 7-го созыва (1966—1970), 8-го созыва (1970—1974) и 9-го созыва (1974—1979), Верховного Совета БССР (1951—1967).
Скончался в 2008 году.

## Сочинения
- Экономика Белорусской ССР: Краткий обзор и перспективы развития, 1967
- Состояние и перспективы работ по созданию автоматизированных систем управления народным хозяйством республики : Докл. на респ. совещ. по применению вычисл. техники и автоматизир. систем упр. в нар. хоз-ве БССР, 6-7 апр. 1973 г. / Гос. плановый ком. Совета Министров Бел. ССР, 1973
- Подъём материального благосостояния трудящихся за годы Советской власти : Стеногр. лекции, прочит. на окт. чтениях 20 апр. 1967 г. в г. Минске : Материал в помощь лектору / Правление о-ва «Знание» Бел. СС
- Стенограмма лекции Председателя Совета Министров БССР, Председателя Госплана БССР тов. Кохонова Ф. Л. на тему: «Народное хозяйство республики накануне XXIV съезда КПСС», прочит. 27 января 1971 г. во Дворце культуры Белсовпрофа. — Минск: Б. и., 1971.

## Награды
- Орден Ленина
- Орден Октябрьской Революции
- Орден Отечественной войны 1 и 2 степеней
- Орден Красной Звезды
- Орден Трудового Красного Знамени